# Гаврилюк Володимир Іванович
Володимир Іванович Гаврилюк (нар. 12 квітня 1954, с. Зіньків, Україна) — генерал-майор міліції України. Почесний президент футбольного клубу «Динамо» (Хмельницький). Начальник Управління внутрішніх справ України в Хмельницькій області у 2005—2007 і 2008—2010 роках. Голова Хмельницького обласного ФСТ «Динамо» у 2008—2010 роках. Заслужений юрист України (2006), Почесний працівник МВС України, нагороджений орденом «За заслуги» III ступеня (2009).

## Життєпис
Володимир Гаврилюк народився 12 квітня 1954 року в селі Зінькові Віньковецького району Хмельницької області в сім'ї колгоспників. Мати — Наталія Петрівна (нар. 1923), батько — Іван Васильович (1927—1994).
У 1971—1972 роках навчався у Хмельницькому кооперативному технікумі.
З 1972 до 1974 року проходив службу в Збройних Силах СРСР. Потім продовжив навчання в технікумі. Захоплювався легкою атлетикою, виграв першість України серед середньоспеціалізованих навчальних закладів.
Протягом 1975—1976 працював ревізором Староушицького радгоспкоопу Кам'янець-Подільської райспоживспілки Хмельницької області.
Службу в ОВС розпочав у 1976 році з посади інспектора групи боротьби з розкраданням соціалістичної власності Кам‘янець-Подільського райвідділу внутрішніх справ Хмельницької області. З 1981 до 1982 року — старший інспектор групи БРСВ Кам'янець-Подільського РВВС Хмельницької області. З 1982 до 1990 рр. — старший інспектор відділу БРСВ УВС Хмельницької області.
У 1990—1994 роках — начальник Новоушицького РВВС Хмельницької області, з 1995 до 1996 — начальник Кам'янець-Подільського МВ УМВСУ в Хмельницькій області.
З 1996 до 2003 року — заступник начальника УМВСУ в Хмельницькій області.
У 1999 році очолив товариство з підтримання будівництва та благоустрою житлових будинків у м. Хмельницький.
З 2003 до 2004 року — перший заступник начальника, начальник штабу УМВСУ в Хмельницькій області. З 2004 до 2005 року — начальник Департаменту документального забезпечення та режиму МВС України.
З 2005 до 2007 — начальник УМВС України в Хмельницькій області.
Із січня до травня 2007 року — начальник УМВС України в Тернопільській області.
Від 2007 до 2008 — начальник Департаменту боротьби зі злочинами, пов'язаними з торгівлею людьми МВС України.
Із січня 2008 року до березня 2010 року очолював УМВС України в Хмельницькій області. Голова обласного ФСТ «Динамо» протягом 2008—2010 років.
З дружиною Антоніною мають доньку Юлія, яка є педагог.